# لين أرشيبالد
لين أرشيبالد (بالإنجليزية: Lynn Archibald)‏ هو مدرب كرة سلة أمريكي، ولد في 27 سبتمبر 1944 في لوغان في الولايات المتحدة، وتوفي في 28 مايو 1997.